# Santa Maria de Itabira
Santa Maria de Itabira est une municipalité brésilienne de l'État du Minas Gerais et la Microrégion d'Ipatinga.